# Fausto Rossano
Fausto Rossano (Ercolano, 2 luglio 1946 – Napoli, 1º agosto 2012) è stato un medico, psichiatra e psicanalista italiano, analista junghiano.

## Biografia

### Formazione accademica
Si laurea summa cum laude nel 1970 in Medicina e Chirurgia, in una seduta straordinaria ottenuta dall'allora Preside della Facoltà di Medicina e Chirurgia dell'Università di Napoli, Luigi Califano, per gli studenti che avevano terminato tutti gli esami in tempo; con lui, con il medesimo risultato si laurea Paola Russo, sua collega di corso e di studi e, per sempre, sua compagna di vita. Già dal dicembre 1971 entra come Assistente volontario presso l'Unità ospedaliera Biagio Miraglia dell'Ospedale Psichiatrico S. Maria Maddalena di Aversa, allora diretto da Vittorio Donato Catapano; lì, nell'aprile 1973, diventa Assistente psichiatra incaricato e, nel dicembre dello stesso anno, Assistente psichiatra di ruolo ed è subito tra i promotori dei processi di apertura e di umanizzazione che caratterizzano quel periodo. Nel 1974 si specializza in Malattie Nervose e Mentali presso l'Università degli Studi di Modena.

### Incarichi assistenziali e direttivi
Dal 1978 al 1988 è Assistente psichiatra di ruolo presso il Servizio Psichiatrico di Diagnosi e Cura dell'Ospedale di Caserta - U.S.L. n. 15, il primo Servizio Psichiatrico ospedaliero attivato in Campania a seguito della legge n. 180 del 1978 (la Legge Basaglia). Dal 1988 al 1990 è Assistente psichiatra di ruolo presso il Dipartimento di Salute Mentale dell'U.S.L. n. 44 di Napoli. Dal 1990 al 1994 è Primario psichiatra di ruolo e Capo Servizio del neo istituito Dipartimento di Salute Mentale dell'U.S.L. n. 12 di Piedimonte Matese, da dove viene chiamato in comando regionale per missione a ricoprire l'incarico di Direttore sanitario dell'Ospedale psichiatrico Leonardo Bianchi di Napoli, dove è uno dei componenti dell'Ufficio speciale per la Dismissione. Pur conservando la Direzione sanitaria del Bianchi, dall'ottobre 1998 diventa Direttore dell'Unità Operativa Complessa di Salute Mentale del Distretto Sanitario n. 46 dell'ASL NA1, ospitata in un ex-edificio scolastico in via Adriano, la cui adeguata ristrutturazione consente la realizzazione di un complesso edilizio per la Salute Mentale aperto al territorio di Pianura e Soccavo, con una popolazione di oltre 100.000 abitanti; in esso, una SIR di venti posti e la Sede delle Unità Operativa con le attività polispecialistiche ambulatoriali, domiciliari e territoriali, il Centro Diurno di Riabilitazione Psicosociale ed il Day-Hospital. Nel dicembre 1999 diventa Direttore del Dipartimento di Salute mentale della medesima ASL, incarico che conserva fino alla pensione nel 2011; il Dipartimento comprende dieci Unità Operative Complesse di Salute Mentale, quattro Servizi Psichiatrici di Diagnosi e Cura e venti Residenze territoriali e serve una popolazione di circa un milione di persone. Convinto assertore della centralità dello studio e della formazione ha organizzato corsi ed eventi formativi che motivassero sempre più i vari gruppi di lavoro ad affrontare e risolvere le concrete problematiche operative. Dal maggio 1994 è uno dei componenti della Commissione Tecnica per la Psichiatria presso l'Assessorato regionale alla Sanità della Campania, Commissione di cui dall'agosto 2003 diventa Coordinatore.

### La psicoanalisi
Fausto Rossano è analista seguace di Carl Gustav Jung. Per un quadriennio, dal 1973 al 1977 si sottopone ad analisi personale con un analista didatta dell'Associazione Italiana di Psicologia Analitica (A.I.P.A.) con sede in Roma. Dal 1977 al 1985 segue il training di formazione psicoanalitica junghiana, sempre presso l'A.I.P.A., che lo nomina socio ordinario dell'Associazione. Dal 1984 al 1988 segue un training di formazione analitica di gruppo con analisti dell'American Institute of Psychoanalysis (A.I.P.) di New York e dell'International Association of Group Psychotherapy (I.A.G.P.). Al termine di questo percorso, nel 1992, viene incaricato alle attività didattica, formativa e clinica nella Scuola dell'A.I.P.A.

### Incarichi didattici
Numerosi gli incarichi didattici che varie istituzioni gli affidano: oltre la stabile docenza, dal 1992 in poi, nei corsi seminariali teorici e clinici del training psicoanalitico della Scuola di Specializzazione in Psicoterapia dell'A.I.P.A. ed alla supervisione clinica degli allievi in formazione, dal 1995 al 1999 è docente a contratto di Psichiatria Sociale presso la Scuola di Specializzazione in Psichiatria dell'Università degli Studi di Napoli Federico II e, per l'anno 1998/99, anche della Seconda Università degli Studi di Napoli, dove, dal 1999 al 2006, è docente a contratto di Psicoterapia nelle istituzioni psichiatriche nella Scuola di Specializzazione in Psichiatria; dal 1998 al 2002 è docente nei corsi annuali di Management sanitario organizzati dal Consorzio Megaris; dal 2000 al 2004 è docente di Psichiatria nel Corso di Laurea per Terapista della Riabilitazione presso Università degli Studi di Napoli Federico II.
Fausto Rossano è autore di decine di relazioni su invito e di ancor più numerosi articoli scientifici e comunicazioni a congresso, che hanno reso note le sue posizioni sia negli ambiti della psichiatria istituzionale pubblica sia in quelli psicoanalitici a indirizzo junghiano. In un periodo caratterizzato dal difficile e complesso processo di superamento e di trasformazione di una psichiatria esclusivamente asilare e di costruzione di una salute mentale prevalentemente centrata sul territorio e basata su effettive pratiche di cura, egli ha sempre cercato di coniugare la formazione e l'esperienza terapeutica analitica con la pratica psichiatrica pubblica, dedicandosi non soltanto all'esercizio della psicoterapia psicoanalitica nei servizi psichiatrici bensì anche e soprattutto allo studio, alla programmazione e alla promozione di servizi, i cui modelli organizzativi e operativi, ancorché legati alla pratica istituzionale, potessero caratterizzarsi, nell'insieme delle loro attività, per una effettiva integrazione dei differenziati approcci curativi della malattia mentale, compresi quelli a orientamento psicoterapeutico psicodinamico.
Fausto Rossano, oltre che Membro didatta dell'A.I.P.A, è Socio dell'International Association of Analytical Psychology (I.A.A.P.) e dell'International Association of Group Psychotherapy(I.A.G.P.) nonché componente della Segreteria della Sezione Campana della Società Italiana di Psichiatria (S.I.P.). È stato, inoltre, socio fondatore e segretario dell'Associazione TAWUS per lo studio e la programmazione dei Servizi di Salute Mentale e condirettore scientifico, dal 1983 al 1986, della Rivista Notizie di Psichiatria.

### L'eredità culturale
Già dalla sua scomparsa nasce l'idea di organizzare periodicamente incontri nei quali poter riflettere sulla sua eredità culturale, in ambito lavorativo e non solo. E nel dicembre 2013 si tiene a Napoli, alla Villa Doria d'Angri, messa a disposizione dalla Università degli Studi di Napoli Parthenope, il Congresso nazionale "La forma della psichiatria: passione e pratiche" proprio nel ricordo del lavoro di Fausto Rossano con un doppio sguardo: uno consapevole e critico sul passato e l'altro proiettato verso i possibili scenari futuri . Nel 2015 si svolge la prima edizione del Premio cinematografico "Fausto Rossano per il pieno diritto alla salute" Archiviato il 24 agosto 2018 in Internet Archive., manifestazione annuale che nasce dalla specifica sensibilità del primogenito di Fausto e Paola, Marco, sociologo visuale e documentarista, e vede tra gli organizzatori l'Associazione Premio Fausto Rossano, l'AIPA Napoli, l'AIRSaM, il Centro Studi Antonio D’Errico, la GESCO, l'Associazione “Cinema e Diritti”, il Festival del Cinema dei Diritti Umani di Napoli. Ogni anno l'organizzazione del Premio sceglie i temi su cui focalizzare l'attenzione tra quelli inerenti al diritto alla salute delle persone, delle minoranze, degli ultimi, dei più deboli, degli emarginati e, in generale, al disagio sociale e alla sofferenza umana, psichica e non. Dopo la pubblicazione del bando di concorso, una giuria di addetti ai lavori nei diversi ambiti degli argomenti individuati, coadiuvata da professionisti e tecnici del settore cinematografico e audiovisivo, selezionano i lavori migliori che vengono proiettati durante le fasi finali del premio, tra dibattiti, incontri ed iniziative itineranti, aperte alla cittadinanza ed alle scolaresche, volti a dare forza, voce e centralità al diritto alla salute fisica e mentale, in tutte le sue forme, laddove ignorato, trascurato o calpestato. Il Premio è rivolto agli autori di opere audiovisive di tutti i generi (fiction, documentario, animazione, e così via), purché trattino uno dei differenti aspetti connessi con il diritto alla salute intesa come “pieno benessere fisico, psichico e sociale”. Le centinaia di pellicole partecipanti sono di produzione sia nazionale che internazionale, con particolare riferimento all'area mediterranea, e vengono suddivise nelle due categorie dei lungometraggi e cortometraggi.

## Dismissione del Bianchi di Napoli

### L'Ufficio Speciale per la Dismissione
Nel 1995 Fausto Rossano, da Piedimonte Matese, dove nel 1990, a quarantaquattro anni, era diventato Primario psichiatra di ruolo e Capo Servizio del Dipartimento di Salute Mentale dell'U.S.L. n. 12, il primo in Campania ad essere istituito conformemente ai dettami della Legge Basaglia del 1978, nel 1995 viene chiamato in comando regionale per missione a ricoprire l'incarico di ultimo Direttore sanitario dell'ex Ospedale Psichiatrico Leonardo Bianchi di Napoli Archiviato il 23 settembre 2012 in Internet Archive., con il precipuo compito di attivare tutti i passi necessari per la sua definitiva dismissione. Infatti, nel dicembre 1994 era stata approvata la Legge Finanziaria per il 1995, in cui si disponeva la chiusura di tutti i manicomi al 31 dicembre 1996. Con questa Legge lo Stato italiano mostra di essersi finalmente accorto che, dal 1978, quando si era deciso che si sarebbero dovuti chiudere i manicomi e si sarebbe dovuta seguire una ben diversa modalità di assistenza per i bisogni psichiatrici, molti manicomi in Italia sono ancora aperti e ciò comporta che si spenda un fiume di denaro con il pretesto di assistere / ospitare alcune migliaia di "relitti della società": si pagano psichiatri, infermieri, assistenti a vario titolo, vitto, riscaldamento. E allora si dà un termine: entro un anno tutti fuori e si chiude!
Ma per Fausto Rossano, che, a poco meno di cinquanta anni, ha già avuto ampia esperienza di entrambi i fronti della psichiatria contemporanea (quella ospedaliera e quella territoriale), la realtà del manicomio come "residuo" da smaltire entro un termine prestabilito non è accettabile, per cui si batte, e vince, affinché il processo di dismissione venga visto come un percorso sanitario e non come un mero adempimento burocratico. È in nome di questo fondamentale principio, teso ad impedire che, chiusi i manicomi, si creino realtà parallele di reclusione ed emarginazione, magari nel circuito della sanità privata, pronte ad accogliere le centinaia di ospiti in dismissione, che Rossano chiede ed ottiene dalla Direzione dell'ASL NA1 la creazione di un Ufficio Speciale per la Dismissione, posto sotto la diretta responsabilità della Direzione generale, in modo da perseguire la massima efficacia possibile in un cammino che ben presto si mostra estremamente complesso.

### Le fasi della dismissione
Se non si tratta di "sbaraccare", di svuotare al più presto le camerate dei reparti ancora piene, al 1995, di quasi un migliaio di ospiti (poco meno di ottocento al Bianchi e poco più di un paio di centinaia al Frullone), allora si deve immaginare per loro qualcosa che mai, nella storia della psichiatria manicomiale, era stato realizzato: occorre attivare il percorso inverso a quello di 'istituzionalizzazione' che hanno sperimentato entrando nel manicomio; occorre ridare loro identità, sapere chi sono, ricostruire le loro provenienze, rendersi conto di quali relazioni di amicizia abbiano intrecciato nei lunghi anni del manicomio con gli altri 'ospiti' come loro, percepire se siano nati sentimenti affettivi. E allora, ancor prima di passare alla dismissione, l'Ufficio speciale, che, volutamente, affianca alle competenze psichiatriche quelle amministrative e tecniche, stila un percorso, quella che, molto dopo, si sarebbe detta una 'road map', che nel 1998 Rossano presenta in un Convegno riassunto come riportato nella tabella.
| PROGRAMMA PER LA CHIUSURA DEL LEONARDO BIANCHI | PROGRAMMA PER LA CHIUSURA DEL LEONARDO BIANCHI |
| A: LA GESTIONE DELLA FASE DI TRANSIZIONE |                                                |
| --- | ---------------------------------------------- |
| SOTTOPROGETTI: 1A L'INDIVIDUAZIONE DEI PROBLEMI 2A LA RIORGANIZZAZIONE FUNZIONALE 3A GLI INTERVENTI SULLE STRUTTURE 4A LA RICOSTRUZIONE DEI PROFILI INDIVIDUALI DEGLI OSPITI 5A BIANCHI PORTE APERTE: L'APERTURA ALLA CITTÀ 6A LE FESTE 7A IL BIANCHI IN CITTÀ 8A I SOGGIORNI ESTIVI 9A IL PROGETTO ULISSE 10A I RAPPORTI CON LE FAMIGLIE 11A I RAPPORTI CON I SERVIZI 12A I RAPPORTI CON I TERRITORI |                                                |
| B: IL PROGETTO PER LA DISMISSIONE |                                                |
| SOTTOPROGETTI: 1B L'ESPLICITAZIONE DEL SENSO 2B L'UFFICIO SPECIALE DI DISMISSIONE 3B LA VALUTAZIONE DELLE STRUTTURE TERRITORIALI NECESSARIE 4B CRITERI PER L'INDIVIDUAZIONE DELLE STRUTTURE 5B IL REPERIMENTO E L'ACQUISIZIONE DELLE STRUITURE 6B I PROGETTI DI RISTRUTTURAZIONE 7B LA COSTITUZIONE DELLA RETE DI RESIDENZE TERRITORIALI 8B GLI ARREDI 9B IL PERSONALE 10B LA PREPARAZIONE DEGLI OSPITI AI TRASFERIMENTI 11B LE MODALITÀ E TEMPI D'ATTUAZIONE DEL PROCESSO 12B IL MONITORAGGIO DEI TRASFERIMENTI 13B I PROBLEMI E LE DIFFICOLTÀ 14B LE RESISTENZE AL CAMBIAMENTO 15B GLI ASPETTI ECONOMICI 16B LE PRIME RIFLESSIONI |                                                |

### L'apertura del Bianchi
Il salone del padiglione amministrativo viene aperto a complessi ed artisti, come il maestro Roberto de Simone o i Maedia Aetas con Virgilio Villani, che lo utilizzano per le loro prove e, ovviamente, le prove sono aperte agli ospiti. Il progetto è di far uscire i 'reclusi' nella città e di far entrare la città nel Bianchi. E così le successive edizioni del Natale al Bianchi diventano occasioni di scambio paritario ed i cittadini del quartiere e della città cominciano a capire che oltre quel muraglione di Calata Capocichino c'è un mondo di vivi, di persone come loro e cominciano a non temerle più. Allo stesso modo andare per le piazze di Napoli, in gita sul mare, al Mercadante a recitare serve a chi stava 'dentro' per imparare a non aver paura di stare 'fuori'. Vincere le reciproche paure; smettere o, per lo meno, cercare di smettere di aver paura di una diversità da canoni di normalità che sono tutti da definire è uno degli obiettivi culturali che Fausto Rossano pone per se stesso e per l'intera operazione.

### Le nuove strutture territoriali
Tra le altre incombenze, occorre reperire ed adeguare le strutture sul territorio che possano accogliere i tanti che, dopo decenni di 'reclusione' al Bianchi o al Frullone, si ritrovano soli, senza una famiglia che possa accoglierli, portatori di bisogni di varia natura, raramente precipuamente psichiatrici e molto più spesso semplicemente geriatrici. Si tratta di solito di strutture abitative ad un piano; ed allora si pone il problema della sicurezza ma come pensare di mettere delle grate alle finestre di ambienti destinati ad accogliere persone che per una vita intera sono stati dietro grate? Si tratta di dipingere le pareti ma certo non di bianco per persone che per una vita hanno vissuto nella privazione del colore per le pareti che le hanno ospitate al punto da mettersi esse stesse a 'decorarle' con scritte e disegni. Ed allora l'idea di far andare gli ospiti a visitare le strutture prima che siano terminate, per far vedere loro che si sta preparando una nuova casa, per chiedere le loro preferenze, come si farebbe tra persone 'normali' che scelgono i colori delle pareti di casa.

### La documentazione archivistica ed il recupero della biblioteca storica
Il faticoso processo della dismissione, studiabile nei dettagli a partire dai documenti dell'archivio trova significato e riconosce la sua radice profonda in un paio di espressioni ripetute ossessivamente da Fausto Rossano: persone e i nostri: per lui i pazienti, ricoverati, o come altrimenti li si voglia chiamare, sono 'suoi', sono sua responsabilità, come i figli, ma, come questi, sono 'persone', altro da sé, da rispettare in tutto, dai gusti alle paure.
Nell'ambito del processo di dismissione, Fausto Rossano si rende conto del rischio che possa essere perduta la memoria di quanto il manicomio ha rappresento per l'assistenza psichiatrica e per l'intera società nel caso in cui, chiusa la struttura, con essa andassero perduti anche la biblioteca e l'archivio, per cui attiva immediatamente una campagna di sensibilizzazione che conduce all'incontro di professionalità diverse attorno al progetto di recupero del patrimonio culturale del Bianchi, che, nel volgere di una decina di anni di intenso lavoro svolto con la costante supervisione della Soprintendenza archivistica campana, porta al recupero materiale ed alla bonifica dei volumi della biblioteca storica con la loro catalogazione informatica e del materiale d'archivio con la completa inventariazione e l'inizio della schedatura informatica dei fascicoli personali dei ricoverati.

### Il Dipartimento di salute mentale
Dal 1998, con il processo della dismissione ancora non terminato, Fausto Rossano viene chiamato ad assumere anche la direzione di una Struttura complessa sul territorio e, dall'anno successivo, anche la direzione dell'intero Dipartimento di Salute mentale dell'ASL NA1, incarico che mantiene per quasi dodici anni. Anni in cui, ritenendo di imprescindibile centralità l'impegno del settore pubblico nell'assistenza psichiatrica, tenta di arricchire l'offerta della salute mentale di servizi nuovi, che amplino gli spazi di libertà reciproci dei cittadini/utenti e degli operatori, svincolandoli, per quanto possibile, ad esempio, dai legami con i farmaci al fine di evitare che, smesse le camicie di forza dei manicomi, queste vengano sostituite con gabbie farmacologiche; o, ancora ad esempio, dalla pervasiva influenza dei modelli psicofisici proposti ed imposti come vincenti e causa, in fondo, di insoddisfazione e di diffuso senso di inadeguatezza.

## Opere
- Psichiatria e istituzione militare: studio clinico-statistico su un gruppo di militari ricoverati in ospedale psichiatrico, Aversa, Ospedale psichiatrico Santa Maria Maddalena, 1976.
- Fantasia primaria e archetipo: una proposta di lettura unitaria, Napoli, Idelson, 1976 (Rivista di psicologia analitica n. 2)
- Tempo e fenomeni psichici ripetitivi, Napoli, Idelson, 1989 (Rivista di psicologia analitica n. 40)
- Riflessioni sulle dinamiche di gruppo e le resistenze nel processo di chiusura del Leonardo Bianchi , Napoli, Idelson, 2001 (Rivista di psicologia analitica n. 64)
- Pensare la leadership nei servizi di salute mentale, Napoli, Idelson, 2009 (Rivista di psicologia analitica n. 79)